# Стоян Карастоилов
Вижте пояснителната страница за други личности с името Стоян войвода.
Стоян Карастоилов, известен като Стоян войвода, е български хайдутин и революционер, главен войвода от Кресненско-Разложкото въстание.

## Биография
Стоян Карастоилов е роден в богата фамилия в 1848 година в село Старчища, тогава в Османската империя. Остава рано без баща. Занимава се с традиционния за Мървашко железодобив.
След Априлското въстание започват гонения и срещу българите в Неврокопско и няколко души от село Старчища, заедно със Стоян заминават уж да берат маслини и се укриват на остров Тасос. Там се уговарят Тодор Паласкаря, Стоян и брат му Димитър, баджанакът на Стоян Атанас Джостов, да си купят арнаутски облекла, да се въоръжат и да отмъщават на турците. Дейността му като хайдутин зпочва в края на 1876 или през 1877 година. Действа в родното си Неврокопско, Драмско и в планината Черна гора. Разбива между Драма и Кавала разбойническата шайка на Юрук Махмуд, а по-късно го убива при село Елес. Карастоилов води борба и срещу гърцизма в Драмско и Невкоропско.
По време на освободителната война действа с чета в Кресненския пролом, в Мелнишко и Сярско заедно с Тодор Паласкаря. Четата му, в която е и Георги Зимбилев, унищожава разбойниците Хайдут Сулю и Шейха. Писарят на Стоян Карастоилов пише:
| „ | Това известие възрадва всички българи, по-младите и възпалени момци тайно се събираха и крояха по какъв начин да се присъедиият към Стояна. | “ |

След Берлинския договор Стоян войвода се отделя от Паласкаря, четата му се разраства и се разделя на две като едната половина е оглавена от Коста Кукето. Стоян войвода застава начело на освободителната борба на българското население в Македония. Води боеве с башибозук в Неврокопско, а през август минава в град Горна Джумая, където се поставя на разположение на комитета „Единство“ и става един от лидерите на Кресненско-Разложкото въстание.
На 5 октомври 1878 година около 400 въстаници под ръководството на Стоян Карастоилов и секретаря му Стефан Карчев атакува турския гарнизон и превзема Кресненските ханчета. Освободени са селата Влахи, Ощава, Ново село. Влиза във формираното въстаническо ръководство като главен войвода заедно с атаман Адам Калмиков и началник-щаба Димитър Попгеоргиев. Въстаническият щаб, начело с Димитър Попгеоргиев смята, че трябва да се водят систематични действия, а въстанието да се разшири след като се укрепят освободените селища, докато Адам Калмиков и Луис Войткевич са склонни към авантюристични действия. В резултат и двамата са отстранени от българските войводи. Поради техни интриги Софийският комитет Единство връща Калмиков като ръководител. Заедно с Войткевич, двамата организират въстанически съд и осъждат на смърт Стоян Карастоилов и четниците му Георги Чолаков и Иван Трендафилов и арестуват и отстраняват Димитър Попгеоргиев. Комендантът на Горна Джумая майор Иван Орлински изпраща около двадесет души казаци със заповед живи или мъртви да доведат убийците му, но те успяват да избягат през Струма и Бобошево.

Според спомените на Арсени Костенцев: 
| „ | Със смъртта на Стоян войвода умря и кресненското дело. | “ |